# Sentencia declarativa
Una sentencia declarativa, también llamada declaración, es la determinación legal de un tribunal que resuelve la inseguridad jurídica de los litigantes. Es una forma de prevención jurídicamente vinculante por la que una parte implicada en un asunto jurídico real o posible puede solicitar a un tribunal que resuelva de forma concluyente y afirme los derechos, deberes u obligaciones de una o más partes en un litigio civil (sin perjuicio de cualquier recurso). La sentencia declarativa se considera generalmente un recurso legal y no un recurso equitativo en los Estados Unidos, y por lo tanto no está sujeta a requisitos equitativos, aunque existen analogías que pueden encontrarse en los recursos concedidos por los tribunales de equidad.  Una sentencia declarativa no ordena por sí misma ninguna acción por una parte, ni implica daños o una orden judicial, aunque puede ir acompañada de uno o más recursos.
Una sentencia declaratoria se distingue generalmente de una opinión consultiva porque esta última no resuelve un caso o controversia real. Las sentencias declarativas pueden proporcionar seguridad jurídica a cada una de las partes en un asunto cuando ello pueda resolver o ayudar en un desacuerdo. A menudo, una pronta resolución de los derechos legales resolverá algunas o todas las demás cuestiones de un asunto.
Normalmente, se solicita una sentencia declaratoria cuando una parte se ve amenazada por una demanda, pero ésta aún no se ha presentado; o cuando una o varias partes creen que sus derechos legales y/o contractuales podrían entrar en conflicto; o como parte de una reconvención para evitar más demandas del mismo demandante (por ejemplo, cuando sólo se presenta una demanda contractual, pero también podría ser aplicable una demanda por derechos de autor). En algunos casos, se presenta una sentencia declarativa porque el plazo de prescripción contra un posible demandado puede vencer antes de que el demandante sufra daños (por ejemplo, el plazo de prescripción por negligencia aplicable a un contable público certificado puede ser más corto que el plazo de que dispone Hacienda para reclamar a un contribuyente impuestos adicionales debido al mal asesoramiento prestado por el contador público certificado).
Las sentencias declarativas están autorizadas por ley en la mayoría de las jurisdicciones de derecho consuetudinario. En Estados Unidos, el gobierno federal y la mayoría de los estados promulgaron leyes en los años 20 y 30 que autorizaban a sus tribunales a dictar sentencias declarativas.

## Cese y desistimiento
El envío por una parte de una carta de cese y desistimiento a otra parte puede dar lugar a la interposición de una demanda de juicio declarativo. La parte que contemple el envío de una carta de este tipo corre el riesgo de que el destinatario, o una parte relacionada con el destinatario (por ejemplo, un cliente o proveedor), interponga una demanda de juicio declarativo en su propia jurisdicción, o una demanda por daños menores en virtud de la ley de amenazas injustificadas, lo que puede obligar al remitente a comparecer ante un tribunal lejano, corriendo con los gastos. Así pues, enviar una carta de cese y desistimiento plantea un dilema al remitente, ya que sería deseable poder abordar las cuestiones en cuestión de manera franca, sin necesidad de litigar. Al recibir una carta de cese y desistimiento, el destinatario puede buscar una ventaja táctica iniciando un litigio declarativo en una jurisdicción más favorable.
A veces, las partes acuerdan de antemano que no se interpondrá ninguna demanda declarativa mientras duren las negociaciones. A veces se presenta una demanda, pero no se notifica, antes de enviar dicha notificación, para preservar una ventaja jurisdiccional sin entrar de lleno en el proceso judicial. Algunas partes envían cartas de cese y desistimiento que hacen "una sugerencia oblicua de posible infracción" para reducir el riesgo de que el destinatario presente una demanda de sentencia declarativa.

## Sentencias declarativas en litigios sobre patentes
Las sentencias declarativas son habituales en los litigios sobre patentes, así como en otros ámbitos de los litigios sobre propiedad intelectual, porque permiten a un presunto infractor "aclarar las cosas" sobre un producto o servicio que puede ser el centro de atención de una empresa. Por ejemplo, en una típica demanda por infracción de patente, cuando el titular de una patente tiene conocimiento de la existencia de un infractor, puede simplemente esperar hasta que le plazca para interponer una demanda por infracción. Mientras tanto, los daños monetarios se acumulan continuamente, sin que el titular de la patente tenga que hacer ningún esfuerzo, aparte de marcar el número de patente en los productos que vende o licencia. Por otra parte, el presunto infractor no podría hacer nada para rectificar la situación si no existiera una sentencia declarativa. El presunto infractor se vería obligado a seguir operando su negocio con la nube de una demanda sobre su cabeza. El procedimiento de sentencia declarativa permite al presunto infractor interponer una demanda de forma proactiva para resolver la situación y eliminar la nube de incertidumbre que se cierne sobre su cabeza.
Las demandas comunes de sentencia declarativa en casos de patentes son la no infracción, la invalidez de la patente y la inaplicabilidad. Para presentar una demanda de sentencia declarativa en una situación en la que pueda existir o desarrollarse una controversia sobre patentes, el demandante debe establecer que existe una controversia real. Si existe una controversia sustancial de suficiente inmediatez y realidad, el tribunal generalmente procederá con la acción de sentencia declarativa. El tribunal puede incluso conocer de la acción si el titular de la patente no ha presentado una carta de cese y desistimiento. La norma para una controversia real fue abordada recientemente por el Tribunal Supremo en MedImmune, Inc. v. Genentech, Inc, 549 U.S. 118 (2007). Pero incluso si existe una controversia real, el estatuto de sentencia declarativa es permisivo: un tribunal de distrito, a su discreción, puede negarse a conocer de una acción de sentencia declarativa.
Por lo general, el demandante está fabricando, utilizando, vendiendo, ofreciendo para la venta o importando, o está preparado para fabricar, utilizar o vender, ofrecer para la venta o importar un dispositivo o método supuestamente infractor, y normalmente el titular de la patente ha alegado que tales actividades por parte del demandante darán lugar a una infracción de la patente.  No es necesaria una amenaza expresa de litigio, ni es una garantía de que se concederá la competencia. Algunos factores que los tribunales han tenido en cuenta en este análisis son si el titular de una patente ha hecho valer sus derechos contra un supuesto infractor en una disputa sobre regalías, si el titular ha demandado a un cliente de un supuesto infractor, o si un titular ha hecho declaraciones relativas a sus patentes en revistas comerciales.
Si el titular de una patente sugiere que existe cobertura de patente para lo que un presunto infractor está haciendo o planea hacer, el presunto infractor puede presentar una demanda. El presunto infractor, como demandante en la demanda, puede elegir el lugar sujeto a restricciones constitucionales y al estatuto estatal de armas largas del foro en cuestión. La demanda puede presentarse en cualquier foro si el tribunal federal de distrito local puede obtener debidamente la jurisdicción personal sobre el presunto infractor.
Los demandados en casos de infracción pueden solicitar una sentencia declaratoria como reconvención.
Una reconvención por infracción es una reconvención obligatoria a una demanda de sentencia declaratoria de no infracción. Si el titular de una patente no hace valer una reconvención por infracción en una demanda de sentencia declaratoria de no infracción, la demanda por infracción de patente se considerará renunciada.